# グスタフ・ブルナー
グスタフ・ブルナー（Gustav Brunner、1950年9月12日 - ）は、オーストリア・グラーツ出身のカーデザイナー、エンジニアである。これまでに、主にF1のスクーデリア・フェラーリ、ミナルディ、トヨタで活躍した。

## 経歴
ドイツに本拠を置くフォーミュラ3やフォーミュラ・Veeのコンストラクター、マクナマラでレーシングカー設計のキャリアをスタートさせた。

### 1980年代前半
1978年にF1挑戦を開始したATSチームのデザイナーとしてF1でのキャリアをスタートさせ、1981年にF2シャシーを造り参戦しているマウラー・モータースポーツに移籍。1983年にATSへと戻り、ATS D6、1984年のATS D7シャシーをデザインした。特筆すべきはD6の設計で、小規模のチームに在籍しながらブルナーはF1の歴史上初めてメス型成型によるカーボンモノコック製作をマシンデザイナーとして採用した。すでにマクラーレン・MP4などによって導入されていたオス型成型のモノコックに比べると作業工程は多くなるが、メス型ではより複雑な形状を型抜きでき、表面も滑らかに仕上がるため完成したモノコック表面はそのまま外皮となり、カバーするためのカウリングを必要としない構造となっていた。D6のカラーリングの黒の部分はカーボン地肌そのままにされており、これは新しい製造方法をアピールするためでもあった。このメス型成型によるマシン設計手法は以後、ブルナーが移籍するフェラーリをはじめ他チームが模倣し、F1界だけでなくレーシングカーのカーボンモノコック製造におけるスタンダードとなる発明であった。
ATSはF1から撤退したが、チーム代表のハンス・ギュンター・シュミットが激情家のため度々衝突もあった。1984年にユーロレーシングが運営するベネトン・アルファロメオF1に移籍。デザイナーとして移籍したがチーム体制が悪く、ほとんど何もできずに飼い殺しのような時期となってしまった。ブルナーは1985年にスコールバンディッドの支援を受けるRAMレーシングに移籍。ATS・D6以来得意とするカーボン・モノコック製法を用いてRAM・03シャシーをデザインした。しかしチームはシーズン前半で資金を使い果たし、結果は思わしくなかった。小規模なチームを渡り歩いたため、大きな結果を残すことはできなかったが、少ない予算のチームで優れたシャシーを設計する手腕はモータースポーツ界で評価を得ていった。

### 1980年代後半

#### フェラーリ (第1期)
1985年限りでRAMが撤退した後、1986年に名門フェラーリから請われ移籍し、フェラーリ・F187の設計にとりかかる。また、当時進められていたフェラーリのインディカー参戦計画用のマシンであるフェラーリ・637もデザインしている。年末にジョン・バーナードが移籍してきたが、その時点でF187の設計は既にできており、ブルナーの作品にバーナード（とハーベイ・ポスルスウェイト）が改良を施す形となった。F187は翌1988年最終戦まで使用され、フェラーリに3勝、4PP、7FLをもたらす成功作となったが、ブルナーはそれを見届けることなく'87年第3戦終了後にフェラーリを離脱した。

#### リアル
フェラーリを離脱したのは元ATSのギュンター・シュミットに再度誘われていたためでもあり、1987年初夏に翌年からのF1新規参戦準備中のリアルに加入。'88年用のマシンARC1を設計した。このマシンはカスタマー用フォードDFZエンジン搭載ながらコーナリング素性が良く、時に入賞圏内を走った。

#### ヤマハとの接触
1988年の夏、翌1989年からF1のエンジンがNA化されるタイミングでの参戦開始を模索していたヤマハが、ヨーロッパ現地法人を通じてブルナーとの面会を希望。エンジン事業部部長の山下隆一が渡欧してブルナーと話し、ブルナーの哲学とその人間性に惹かれ興味を持ったことからヤマハは「ブルナーのいるリアルと一緒にやってみようか」と言う状況になった。同じころにザクスピードからのオファーも受けていたブルナーは、テクニカルディレクター（技術監督）の地位を提示されると、リアルと結んでいた年間契約を即時に破棄し、7月のドイツGPからザクスピードへと合流した。ヤマハは「リアルとやるはずだったけど、ブルナーがリアルを急に辞めたから結果的にザクスピードになった。(山下事業部長)」という経緯を経て、ヤマハはザクスピードに全日本F3000チャンピオンをヤマハ・エンジンで獲得した鈴木亜久里を紹介することになった。

#### ザクスピード
しかし、1989年用に設計したザクスピードのシャシーZK891はブルナーの作品の中では成功作とは言いがたく、F1初挑戦となるヤマハ製V8エンジン「OX88」も信頼性・パワーともに不足であった。年間で予選通過がベルント・シュナイダーによるわずか2回にとどまり、全戦予備予選落ちという不名誉な結果となった鈴木亜久里は、後々までブルナーに怨嗟の言葉を吐き続けることとなる。ブルナーはザクスピードのスタッフによるギア比選択のミスやミッション組み込みミスなどチームの杜撰さに早々と見切りをつけ、9月にレイトンハウス・マーチのエイドリアン・ニューウェイに誘われると移籍を即断。年末にマーチを買収しコンストラクター名称となったレイトンハウスにチーフエンジニアとして参画した。

### 1990年代初頭
エイドリアン・ニューウェイによってデザインされたレイトンハウスの1990年のシャシーCG901はドライバビリティに問題を抱えていたため、ニューウェイのチーム離脱後、その再設計を求められたブルナーは、クリス・マーフィーとともにそれに取り組んだ。完成した改良型CG901Bは第7戦フランスGPから投入され、ポール・リカールのフラットな路面とチームが取ったタイヤ無交換作戦が功を奏したこともあり、イヴァン・カペリとマウリシオ・グージェルミンが一時的に1位と2位で走行し、結果的にもカペリが2位表彰台を得たことで大きな注目を浴びた。しかし、空力に敏感という基本的な性格は変わらず、それ以降のレースでは苦戦が多かった。
翌年のシャシー、CG911では新しい横置きトランスミッションを作りフロント部も改修したが、前年同様空力に敏感なマシンとなってしまい成績も6位1回のみと低迷。シーズン終盤にはレイトンハウス体制が崩壊し、名称がマーチに戻った。
1992年に向けてマーチは新しい投資グループによって買収され再出発となったが、ブルナーはその共同オーナー5名の中の一人に名を連ねていた。しかしマーチが資金不足を極めたためブルナーはシーズン中盤にマーチから離脱し、イタリアのミナルディに移籍した（マーチは同年最終戦で活動を終了し撤退）。デザイン&プロジェクト担当となった1993年、M193シャシーをテクニカルディレクターでデザインチーフのアルド・コスタと共同でデザインした。資金不足だったが同年は開幕戦南アフリカGPで4位入賞を果たすなど数回の入賞を記録し、素性良く仕上がった好作品となった。しかし、ブルナーはミナルディにも長くは留まらず、1994シーズンに使用されるM193Bの設計完了後にフェラーリの技術開発部門に移籍した。

### 再びフェラーリへ
ジョン・バーナードの設計になる1994年型フェラーリ、412T1はサスペンションの設計など少なくない問題点を抱えていたため、途中加入のブルナーはそれらの改良を任された。改良型のシャシーは412T1Bとして第7戦フランスGPで投入され、ゲルハルト・ベルガーの運転により、第9戦ドイツGPにおいてフェラーリにとっても久々の優勝を遂げた。
ブルナーは同年を振り返り、「412T1Bは私のマシンだと言って良い。でもシーズン開幕当初は逆に、私が改良を加えるなんてことは一切禁止されていたんだ。でもミスター・バーナードは非常に優れたデザイナーだから、翌年のマシン設計に忙しくなったんだよ。彼はとても多くの業務を抱えていたから私が412T1を改良することになったんだ。」と経緯を述べている。
フェラーリではあくまでバーナードをデザインの中心に据えたため、ブルナーの役目はこの412T1、1996年のF310といった、バーナードの設計の失敗の尻拭いをさせられる、いわば予備要員に近いものであった。設計の主導権を任されることはなかったが、ブルナーによるこれらの改良型は初期型を上回る成果を出したため、ブルナーは再設計の手腕をますます高く評価されることとなる。
1996年にミハエル・シューマッハが加入して以降、フェラーリのデザイン部門は彼が要望したロリー・バーン、ロス・ブラウンを中心と体制へと改革が急進し出したため、同年中にブルナーは同じドイツ語でコミュニケーションが取れるザウバーと交渉し移籍を希望したが、フェラーリが契約期間の履行を求め移籍を認めず残留。1997年で契約期間が満了となるまで移籍が許されず、満了後にチームから去った。

### 再びミナルディへ
1998年にミナルディに復帰。ビッグチームであるフェラーリからプライベイターであるミナルディへの「復帰」だったがブルナーは、「不思議に思うかもしれないけど、フェラーリで出来なくても、ミナルディでなら可能なこともあるんだよ。ここで自分の納得できるマシンを造りたいね」と意欲を述べた。同年のチームは中野信治と、19歳の新人エステバン・トゥエロでの参戦となっており、前年にF1での経験を経ている中野を頼りにする状況であった。中野は「ブルナーは限られた時間でやることが多いグランプリ期間中の行動に無駄が無かった。」と述べている。
1999年にテクニカルディレクターに就任した。復帰後の初作品となったのは1999年のM01で、そこそこの戦闘力を発揮し、第14戦ヨーロッパGPでは、レースが大荒れとなったことにも助けられ、ミナルディにとって久々の入賞を記録した。この入賞により、潤沢な予算規模を持つとされた新チーム、ブリティッシュ・アメリカン・レーシングをシリーズランキングで上回り、「最も予算規模が小さいチーム」でクルマを設計したブルナーにも注目が集まった。
続く2000年のM02で、低予算のミナルディながら、トップチームですら採用していなかったチタン鋳造のギアボックスを採用し、それにリアサスペンションのトーションバーを組み込むという意欲的な設計を盛り込んだ。この設計は構想倒れに終わることなく、入賞（6位以内完走）こそなかったが、数度のシングルフィニッシュ（9位以内完走）を記録するなど、M02は好走を見せた。
この頃になると、低予算チームでも新規性に富んだアイデアを盛り込みつつ素性も良いシャシーを作る手腕が改めて評価され、グランプリ期間中にエイドリアン・ニューウェイなど、トップチームのデザイナーたちがミナルディのピット前で最下位であるミナルディのクルマを観察するという様が見られるようになった。
2001年、この年のPS01ではプッシュロッドが主流の時代の流れに逆らい、サスペンションにプルロッドを採用した。このシャシーも関係者からの評価は悪くなかったが、搭載されたコスワース・ZETEC-Rエンジンはすでに3年落ちであり、資金力なども含めた他チームとの差を埋めることはできず、チーム成績は低迷した。フェルナンド・アロンソはこのマシンでF1デビューを果たし、自身の参戦初年度ながらしばしば好走を見せた。

#### 突然の移籍
ミナルディ在籍時、ブルナーはその手腕が評価されたことでトップチームから誘いを受けることもあったが、全体を見回しやすい小規模なチームでの仕事が好ましいとして、それらの申し出を断り続けていた。
そうした経緯から、ブルナーはミナルディに当面留まり続けるものと思われていたため、2001年の5月にトヨタチームへの移籍が発表された際、その報は驚きをもって迎えられ、当時ミナルディの新オーナーとなったポール・ストッダートはこの件に対し「トヨタは金の力でブルナーを釣り上げていった」と怒りを表明した。

### トヨタ
トヨタにチーフデザイナーとして参画し、同チームのF1参戦初年度2002年のTF102を手掛けたのがトヨタでの初仕事となった。
TF102はトヨタ入りして間もなくの急ごしらえのものであったため、設計のための充分な時間がなく、このクルマのデザインは多くをミナルディ時代のそれから流用した、とされる。そのためか、離脱以前に基本設計を終えていた（とストッダートは主張した）ミナルディの2002年型シャシー、PS02とよく似た外観のクルマとなった。実際にトヨタで設計された初作品と言えるのはTF103であるといえる。
潤沢な資金を持つチームに移籍したが、この時期に手掛けたマシンが注目を集めることはほとんどなかった。
2003年末にルノーから移籍してきたマイク・ガスコインがテクニカルディレクターに就任して以来、ガスコインの構想から不要と判断されたブルナーは不遇となり、2005年12月にトヨタからの離脱が発表された。

## 評価
- チームオーナーのジャンカルロ・ミナルディは「ブルナーはチーム内の仕事の流れを円滑化させるのに長けている。彼がいることでチームのテクニカル部門の質が明らかに高まるんだ。問題が生じた場合に、何から手をつけるべきかを見定めてチームを引き上げていくのにぴったりの男だ。」[12]
- フォンドメタルオーナーのガブリエル・ルミは「ブルナーはテクニカル・ディレクターというポストに適任の有能な人だ。彼はパドックでの友人が多く情報量も多い。そしてほかのスタッフ要員を引っぱっていける。ブルナーの能力に関して疑いの余地がない、素晴らしいテクニカルスタッフだ。」[12]
- モータージャーナリストの今宮純は、「ブルナーは経験豊富で、若い経験の浅いドライバーがセットアップの方向性を決める時に彼がいるとジャッジメントがスムーズになるだろう。1992年に資金難のマーチの型落ちの車でカール・ヴェンドリンガーが4位に入ったのはドライバーの能力はもちろんだがブルナーの力が大きいと見る。」と高く評価していた[13]。
- 同じくジャーナリストの小倉茂徳は「デザイナーとしての評価は人によって分かれると思うが、人をフォローすることを忘れない気配りのできる人で、頭脳明晰である。'86年以降は数名での役割分担で作られた作品が増えてサポートの役回りが多いが、他人の作ったマシンを修正して実力を発揮させた412T1Bは彼がシンプル化して再生したと言える。コンパクトでシンプルというのが彼の作品の特徴で、彼を軸にして自由に開発させたマシンをもう一度見てみたい。」と評している[3]。
- 川井一仁は1993年のミナルディ・M193を評して「前年の重く長いV12からコンパクトなV8エンジンになったのも大きいが、このコンパクトになったエンジンを活かすためにブルナーが非常にうまく全体をまとめたマシン。ミナルディのような予算規模のチームにとって背伸びをせず、最大限に有利な方法を生み出しているマシンであり、ミナルディに目覚ましい進歩をもたらした。」と記している[14]。
- ミナルディで共闘した中野信治（ブルナーが中野車担当エンジニアとデザイナーを兼務）は、「彼の働きぶりを見ていると、ブルナーはグランプリをよく熟知している。彼は僕のクルマの担当エンジニアでもあるので、毎戦かなり密度の濃いやり取りをしているが、とても実践的で決断力がある。その能力は他の人とは一味違う男ですよ。エンジニアとしても有能だけれど、チームを変えてくれるそれ以上の存在になりえると思う。」[15]。
- 1988年開幕からウィリアムズやマーチなどジャッドエンジン搭載チームはオーバーヒート症状に苦しんでいたが、ブルナーがマーチへ加入し開発に携わり始めていた1989年開幕前では、マーチ・CG891にオーバーヒートの気配が無くなっていた。ブルナーが前年造ったリアル・ARC1はDFRエンジンだったが、それでもNA勢には多く出ていた水温上昇でのトラブルが無かったことが併せて再注目された。ブルナーは「ラジエーターの冷却性能アップにシークレット・ノウハウがあるんだ。」と話し、空力性能と干渉するラジエーター性能のバランス取りに自信を持つデザイナーであると評されていた[16]。
- 一方で、ブルナー作のマシンザクスピード・891によって不遇に遭った鈴木亜久里は、「ザクスピードの車はF1じゃなくて別カテゴリーだった。」とコメント[17]。ブルナーをアラン・ジェンキンスと並んで低評価している。

### 参考
- UNCHIKU Vol.27 - ATSの項を参照